# Monochaetum calcaratum
Monochaetum calcaratum là một loài thực vật có hoa trong họ Mua. Loài này được (DC.) Triana mô tả khoa học đầu tiên năm 1871.